# Brunnsvikens strandbad

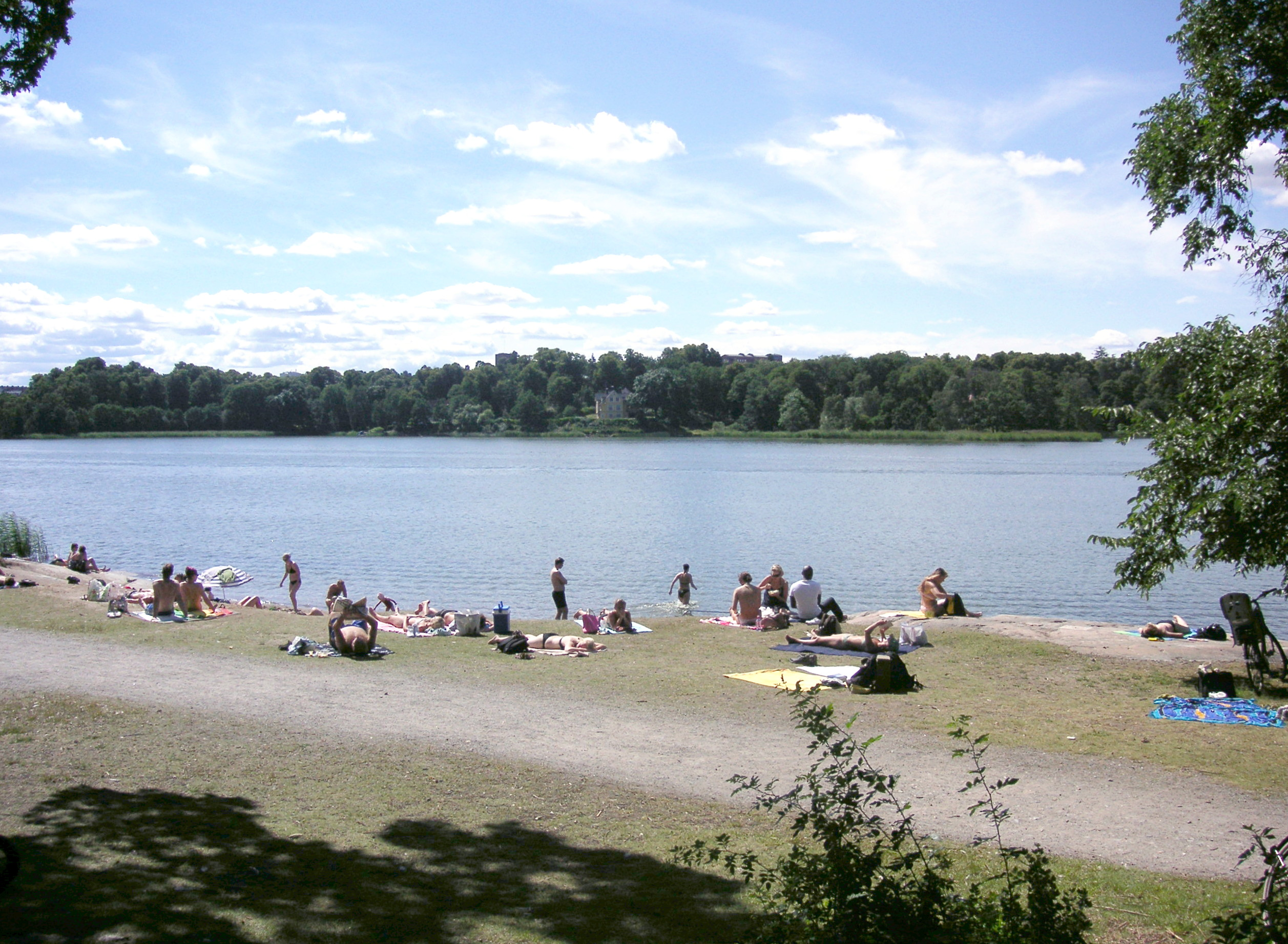
Brunnsvikens strandbad, juli 2007.

Brunnsvikens strandbad, (även Brunnsviksbadet), är ett av Stockholms stads 31 officiella strandbad.
Badet ligger i Frescati hage vid Brunnsviken i Ekoparken på Norra Djurgården alldeles nedanför gamla Skogshögskolans byggnader. Badet har en mindre strand, men även klippor och fyra små gräsytor. Badet sköts av Stockholms stad gemensamt med Kungliga Djurgårdens förvaltning. Badvattenkvaliteten är klassad som utmärkt. Ledstång finns ner i vattnet. Under badsäsongen på sommaren placeras det ut en Bajamaja.
Strax norr om strandbadet finns även ett nakenbad